# Насилие над женщинами
Насилие над женщинами — индивидуальные или коллективные насильственные действия, совершаемые преимущественно или исключительно в отношении женщин. Как и преступления на почве ненависти, такое насилие направлено на конкретную группу и его основным мотивом является гендерная принадлежность жертвы.
По определению ООН, насилие в отношении женщин — это «любой акт насилия, совершённый на основании полового признака, который причиняет или может причинить физический, половой или психологический ущерб или страдания женщинам, а также угрозы совершения таких актов, принуждение или произвольное лишение свободы, будь то в общественной или личной жизни».

## История насилия над женщинами
История насилия против женщин (история фемицида) размыто описана в научной литературе. Отчасти по причине того, что в силу социальных норм, табу, стигм и деликатного характера этих проблем многие виды такого насилия (а именно, изнасилования, сексуальные нападения и домашнее насилие) не регистрируются, и статистика по ним оказывается заниженной. Эта проблема распространена до сих пор, и отсутствие надёжных и непрерывающихся данных затрудняет исследования насилия над женщинами и составление общего представления о нём в историческом контексте. Хотя история насилия над женщинами трудно отслеживается, можно утверждать, что это насилие было широко распространено, допустимо и легализовано на протяжении всей истории человечества. Примерами могут послужить такие факты как присутствующее в римском праве разрешение мужьям наказывать жён вплоть до состояния, близкого к смерти, охота на ведьм, поощряемая и церковью и государством, присутствовавшее в Английском праве XVIII века разрешение мужчинам наказывать их жён при помощи палок «не толще, чем их большой палец». Такая форма наказания преобладала в Англии и Америке вплоть до конца XIX века. Некоторые специалисты считают, что история насилия над женщинами связана с историей отношения к женщинам как к собственности и с гендерной ролью, предписывающей им подчиняться мужчинам, а также другим женщинам. Зачастую для прояснения вопросов масштабов и истории насилия над женщинами используется конструкт патриархата, в котором существует твёрдо закреплённая модель гендерного неравенства.
В Декларации об искоренении насилия в отношении женщин, принятой ООН в 1993 году, говорится, что «насилие в отношении женщин является проявлением исторически сложившегося неравного соотношения сил между мужчинами и женщинами, которое привело к доминированию над женщинами и дискриминации в отношении женщин со стороны мужчин, а также препятствует всестороннему улучшению положения женщин, и что насилие в отношении женщин является одним из основополагающих социальных механизмов, при помощи которого женщин вынуждают занимать подчинённое положение по сравнению с мужчинами». На сегодняшний день необходимо признать, что эта форма насилия существует повсеместно и «нет в мире региона, страны и культуры, где женщинам была бы обеспечена свобода от насилия». Обращает на себя внимание тот факт, что насилие над женщинами особенно распространено в развивающихся странах и частях мира. Например, в Индии, Пакистане, Бангладеш, Шри-Ланке и Непале распространены убийства из-за приданого и сожжение невесты; в Юго-Восточной Азии, в частности, в Камбодже, распространено обливание кислотой; на Среднем Востоке и в Южной Азии — убийства чести; в отдельных регионах Африки, Среднего Востока и Азии — женское обрезание; в Эфиопии, Центральной Азии и на Кавказе — похищение невест; в определённых частях Чёрной Африки и Океании — насилие, связанное с уплатой выкупа за невесту (такие формы как жестокость, торговля людьми и брак по принуждению). Некоторые регионы уже не ассоциируются с насилием над женщинами, однако, ещё совсем недавно это было обычной практикой. К примеру, убийства, связанные с честью в Южной Европе. В Италии вплоть до 1981 года Уголовный кодекс рассматривал как смягчающее обстоятельство соображения чести в делах об убийстве женщины или её сексуального партнёра. Тем не менее использование доводов, основанных на культурных традициях, для оправдания специфических форм насилия, может легитимизировать акты насилия над женщинами. Остаётся открытым вопрос о том, каким образом культурные традиции, местные обычаи, социальные ожидания, а также различные интерпретации религии могут взаимодействовать с определёнными злоупотреблениями. Социальные группировки из большого количества стран оправдывают совершаемые ими акты насилия над женщинами культурными традициями и апеллируют к необходимости защиты культурного наследия, однако подобные высказывания сомнительны, поскольку исходят от различных политических лидеров или имеющих власть персон, но не от женщин, по отношению к которым совершается насилие.
История противостояния насилию над женщинами на международном уровне включает в себя следующие важные события:
- 1979 год. Конвенция о ликвидации всех форм дискриминации в отношении женщин в рекомендациях 12 и 19 признала насилие дискриминацией женщин[14];
- 1993 год. На Всемирной конференции по правам человека насилие против женщин было признано нарушением прав человека[14];

## Влияние на общество
Согласно отчётам Всемирной Организации Здравоохранения, насилие над женщинами увеличивает издержки системы здравоохранения, поскольку женщины, пережившие насилие, больше нуждаются в медицинской помощи, в том числе дорогостоящей, по сравнению с женщинами, не подвергавшимися насилию. Многочисленные исследования подтверждают наличие связи между насилием над женщинами и международным насилием. Как показывают эти исследования, жестокое обращение с женщинами в обществе является одним из самых надёжных прогнозирующих параметров для насилия на государственном и межгосударственном уровне.

## Насилие на различных возрастных стадиях жизни женщины
В докладе ЮНИСЕФ «Женщины в переходный период» предлагается следующая классификация насилия над женщинами в соответствии с возрастными стадиями их жизни.
| Жизненный период       | Вид насилия |
| Младенчество           | Убийство новорожденных девочек; моральное и сексуальное надругательство, физическое насилие; неравный доступ к питанию и медицинскому обслуживанию |
| Детство                | Ранние браки; женское обрезание; сексуальные посягательства и психологические издевательства со стороны родственников и незнакомых людей; неравный доступ к питанию и медицинскому обслуживанию; детская проституция и порнография |
| Подростковый возраст   | Насилие во время свиданий и при ухаживании; принуждение к сексуальным контактам путём экономического давления; инцест; сексуальные домогательства на рабочем месте; изнасилование; изнасилование жены мужем; принудительная проституция и порнография; торговля женщинами; принудительная беременность                                                       |
| Репродуктивный возраст | Насилие со стороны партнёра; изнасилование жены мужем; жестокое обращение и убийство из-за приданого; убийство партнёром; психологические издевательства; сексуальные домогательства на рабочем месте; сексуальные посягательства; изнасилование; принудительная проституция и порнография; торговля женщинами; злоупотребления в отношении женщин-инвалидов |
| Пожилой возраст        | Сексуальные посягательства; психологические издевательства и физическое насилие |

## Виды насилия над женщинами

### Домашнее насилие
Наиболее высокому риску насилия женщины подвергаются со стороны людей, с которыми их связывают близкие отношения, прежде всего со стороны интимных партнёров. Удельный вес домашнего насилия в насилии над женщинами в целом можно оценить по следующему примеру: от 40 до 70 % убийств женщин совершаются их мужьями или партнёрами. Домашнее насилие может принимать форму не только физического, но также психологического и вербального насилия. Женщины, пострадавшие от насилия со стороны интимного партнёра, часто не заявляют о насилии в полицию, поэтому многие эксперты считают, что реальный масштаб проблемы плохо поддаётся оценке. Для женщин риск погибнуть от руки интимного партнёра значительно выше, чем для мужчин. В США в 2005 году интимными партнёрами были убиты 1181 женщина и 329 мужчин. В Англии и Уэльсе партнёры или бывшие партнёры ежегодно убивают около 100 женщин, при этом в 2010 году был убит 21 мужчина. Во Франции в 2011 году партнёрами или бывшими были убиты 122 женщины и 24 мужчины.
В январе 2008 года исполняющий обязанности начальника Департамента охраны общественного порядка МВД России генерал-лейтенант милиции Михаил Артамошкин в интервью газете «Щит и меч» сообщил, что «По статистике, ежегодно около 14 тысяч женщин погибает от рук мужей или других близких и 3 тысячи женщин убивают своих мужей или партнеров, причем в 9 из 10 случаях — когда женщина подвергалась систематическим избиениям и насилию».
Насилие в близких отношениях возникает также в отношениях между женщинами, в частности между матерями и дочерьми, в лесбийских отношениях, между соседками по комнате или квартире.

#### Причины домашнего насилия
Существует несколько подходов к причинности насилия в отношении женщин. Индивидуалистические (психологические) подходы фокусируются на личности агрессора или жертвы и рассматривают насилие с точки зрения индивидуального выбора, характеристик, интересов, биологии, генетики, патологий. Например теория о выученной беспомощности, разработанная Леонорой Уолкер (1983). Выученная беспомощность относится к состоянию психики, в котором поведение согласуется с восприятием того, что действия не влияют на результаты. Таким образом, человек не проявляет инициативу, даже если существуют возможности для изменения ситуации. Хотя эта теория была разработана как феминистское объяснение, в настоящее время эта теория широко критикуется как редукционистская. В простейшей форме она не учитывает многие рациональные социальные, экономические и культурные факторы, которые могут привести к домашнему насилию. Некоторые исследователи первопричиной насилия считают то, что мужчины, совершающие насилие, страдают от психических расстройств (расстройств личности, алкогольной или наркотической зависимости). Данный подход часто критикуется, поскольку не учитывает гендерный фактор, а также не объясняет, почему мужчины проявляют агрессию только к определённым женщинам, а не ко всем окружающим.
Теория социального научения основывается на идее, что человек усваивает определённые модели поведения из своего ближайшего окружения. Соответственно, мужчины, выросшие в обстановке насилия в семье, будут воспроизводить агрессивные модели поведения. Если человек вырос в обстановке с четко закрепленными социальными ролями, он будет воспринимать насилие в семье как адекватную модель поведения в случае конфликта. Когда насильственные паттерны закрепляются не только внутри семьи, но и в обществе в целом, мужчина нормализует агрессивное поведение, а женщина нормализует свою виктимизацию.
Комплексный подход, основанный на теории экологических систем Ури Бронфенбреннера, рассматривает насилие как многогранное явление, основанное на взаимодействии индивидуальных и социокультурных факторов. Феномен насилия можно анализировать на четырёх уровнях. Первый уровень — индивидуальный, характеризует межличностные отношения. На индивидуальном уровне причинами насилия могут стать личностные установки, взгляды, опыт насилия в семье, а также проблемы на уровне физического и психологического здоровья. Второй уровень — семья. На формирование насильственных паттернов внутри семьи влияют модели взаимоотношений между родителями, организация семейной жизни и распределение ролей внутри семьи. Семья неразрывно связана со следующим уровнем — социоструктурным, который охватывает общественные институты, формальные и неформальные социальные структуры. На данном уровне важным фактором является социальное неравенство внутри сообщества, а также такие экономические факторы, как безработица. На домашнее насилие могут также повлиять нормы сообщества и то, как оно относится к проблеме (например, работа правоохранительных органов). Четвёртый уровень — макросистема представляет общественные установки, пронизывающие культуру в целом. В контексте домашнего насилия в отношении женщин данными установками являются сексизм, традиционное разделение социальных ролей и общая толерантность к насилию в обществе.
Культурный подход основывается на том, что наша нормативная социальная система обеспечивает контекст, в котором насилие мужчин по отношению к женщинам становится нормой. Поскольку культура первична, именно нормы и ценности, конструирующие понятия феминности, маскулинности и семьи становятся причиной насилия мужчин по отношению к своим партнерам. Считается, что опыт и поведение мужчин и женщин основаны на социокультурном наследии, в котором они живут, и именно эти идеологические ограничения могут стать причиной насилия. Эта точка зрения предполагает, что мужское насилие в семье не столько ненормально, сколько является результатом существующих норм и ценностей. С этой точки зрения насилие в отношении женщин нельзя отделить от социального контекста, в котором оно происходит, и от того, что считается нормальным и приемлемым социальным и внутрисемейным поведением.
Феминистские исследовательницы вносят большой вклад в развитие теоретических подходов к проблеме домашнего насилия. Поддерживающие насилие убеждения и ценности имеют фундаментальную связь с насильственным поведением в отношении женщин как на индивидуальном, так и на общественном уровне. Существует несколько феминистских подходов к проблеме домашнего насилия в отношении женщин. Теория зависимости анализирует влияние социально-экономических ресурсов женщины на насилие. Данная теория анализирует, насколько низкие возможности и многочисленные ограничения связанные с положением женщин в социально-экономической структуре влияют на контроль женщин над своей жизнью, делая их зависимыми от своих партнеров-мужчин и повышая вероятность подвергнуться насилию. Основной причиной насилия становится патриархальная структура власти, которая проявляется либо как культурная система сексистского доминирования, либо как социально-экономическая структура уязвимости, каждая из которых может привести к виктимизации женщин.
Теория обмена уделяет основное внимание ресурсам женщин по сравнению с ресурсами мужчин. Данная теория анализирует, как ресурсы способствуют проявлению власти теми, у кого её больше. Таким образом, мужчины применяют насилие к женщинам «потому что могут». Теория обмена считает подчиненное положение женщины фактором, который делает насилие со стороны доминирующего партнёра возможным. В патриархальной системе подчинение женщин оказывается основным элементом и главной экзогенной причиной насилия.
Теория несоответствия статусов основывается на том, что различия в профессиональном и образовательном уровне, подрывают традиционные патриархальные роли, приводя к насилию над женщинами. Насилие — это не просто результат сексистской культурной системы господства: это ключевое выражение системы власти, на которой основан патриархат. Когда патриархальный баланс сил остается неизменным, он проявляется в сексизме или зависимости, но, когда партнер-мужчина имеет более низкий социально-экономический статус или меньше ресурсов, чем его жена, насилие служит для восстановления традиционного порядка. Некоторые ученые объединяют зависимость и непоследовательность статуса в рамках единой теории ресурсов. Наличие ресурсов у женщины сдерживает насилие, но когда они превышают ресурсы партнера, они вызывают бурную реакцию мужчины. В совокупности объяснения, построенные на теории несоответствия статуса, способствуют представлению о патриархате как о многомерной структуре власти, которая подчиняет женщин различными способами. Ни в одном из них не требуется прибегать к насилию, но оно проявляется как окончательное средство установления подчинения. Насилие — это, во-первых, результат сексистской культуры, очерняющей женщин; во-вторых, это результат структуры ресурсов, ставящей женщин в невыгодное положение; и, в-третьих, средство восстановления подчинения, когда оно оспаривается. По мнению некоторых феминистских исследователей, традиционная семья с мужчиной во главе и строгим распределением гендерных ролей способствует сохранению патриархального строя. Таким образом, насилие в отношении женщин является результатом подчиненного положения, которое женщины занимают в социальной структуре, и это подчинение является культурным наследием традиционной семьи.
Несмотря на то, что феминистские исследователи могут руководствоваться положениями любых вышеперечисленных подходов, главная отличительная черта феминистского подхода состоит в том, что первопричиной насилия в отношении женщин считается структура общественных отношений в доминируемой мужчинами (патриархальной) культуре.

### Групповое насилие
Иногда женщины подвергаются насилию со стороны групп людей. В 2010 году «Международная Амнистия» сообщила о групповых сексуальных нападениях на одиноких женщин в городе Хасси-Мессауд в Алжире. По информации правозащитников, пострадавшие подверглись нападениям не только потому, что были женщинами, но также потому, что были одинокими и экономически независимыми.

### Насилие как часть национальных обычаев
Во многих странах существуют традиции и обычаи, связанные с насилием над женщинами. Это, в частности, калечащие операции на женских половых органах, принуждение к браку, включая похищение невесты, убийства чести.
В России, по данным экспертов, несколько тысяч женщин ежегодно выходят замуж не по своей воле. Хорошо известны случаи похищения невест на Кавказе, но они также происходят и в других регионах. Известны также случаи убийств во имя «чести» в Чечне, Дагестане, Краснодарском крае.

### Государственное насилие

#### Война и милитаризм
Милитаризм ведёт к росту насилия над женщинами. С древнейших времён войны сопровождаются изнасилованиями. Во время войны оккупационные власти нередко принуждают женщин к проституции или сексуальному рабству.
Рафаэль Гругман в книге Женщина и война. От любви до насилия рассказал о массовых военных изнасилованиях во время Второй мировой войны, этим запятнали себя абсолютно все армии гитлеровской и антигитлеровской коалиции, об изнасилованиях «своих» и «чужих» женщин, о принуждении к проституции, солдатских борделях, «детях войны», родившиеся на оккупированных территориях, и отметил три характерных признака военных изнасилований.

Первый — публичность. Их совершают открыто, в полной уверенности во вседозволенности. Страх наказания отсутствует, насильник в военной форме не считает преступными свои действия.
Второй — групповое изнасилование. Оно, по мнению насильников, «сплачивает коллектив» (так же как и совместное распитие спиртного). «Герои», не опасаясь венерических болезней, гордо именуют себя «молочными братьями».
Третий признак — убийство женщины после сексуального насилия. Если первые два признака спровоцированы нарушением демографического дисбаланса, необходимостью сексуальной разрядки и временным помутнением разума — движущей силой является алкоголь и избыток мужских половых гормонов, — то убийство изнасилованной женщины — преступление, которому нет оправдания <…>

Массовые военные изнасилования происходили в войнах на рубеже двадцатого и двадцать первого века.

Во время балканских войн, боснийская война (1992-95) и в Косово (1996-99), по оценкам Международного трибунала по бывшей Югославии (МТБЮ), десятки тысяч женщин и девочек стали жертвами изнасилований — по разным источникам, только в боснийской войне — от 20 до 50 тысяч. Большинство из них мусульманки <…>
В 2001 году Международный трибунал по бывшей Югославии признал систематическое массовое изнасилование женщин преступлением против человечества

#### Полиция и представители власти
В случаях, когда сотрудники полиции злоупотребляют своим положением и осуществляют физическое или сексуальное насилие над женщинами, потерпевшим значительно труднее заявить о совершённом насилии. Российские правозащитники сообщают о многочисленных случаях психологического, физического и сексуального насилия над женщинами со стороны сотрудников правоохранительных органов.